# Björn Ulvaeus
Björn Ulvaeus Kristian (phát âm tiếng Thụy Điển: [bjœːɳ ɵlveːɵs]; sinh ngày 25 tháng 4 năm 1945; ghi là Björn Ulvaeus) là một nhạc sĩ, nhà sản xuất người Thụy Điển, một cựu thành viên của nhóm nhạc Thụy Điển ABBA (1972-1982), và là đồng sáng tác của nhạc kịch Chess, Kristina Fran Duvemåla, và Mamma Mia!. Ông đồng sản xuất bộ phim Mamma Mia! với thành viên của ABBA và người bạn thân Benny Andersson.
Ulvaeus sinh ra ở Gothenburg, khi còn là đứa trẻ, ông cùng gia đình chuyển mình đến Västervik. Ulvaeus học kinh doanh và luật tại Đại học Lund sau khi thực hiện nghĩa vụ quân sự với diễn viên tấu hài Magnus Holmström.